# X-Dream
X-Dream – niemiecka grupa tworząca psychedelic trance. W jej skład wchodzą: Marcus Christopher Maichel (ur. 1968) oraz Jan Müller (ur. 1970), znani także jako Rough and Rush. Są producentami muzyki elektronicznej pochodzącymi z Hamburga (Niemcy). Ich muzyka zachowuje charakterystyczne bicie dla muzyki goa trance 4/4, pomimo to posiada unikalne i charakterystyczne dźwięki w swoim rodzaju, które pozwalają odróżnić ich od innych artystów tego gatunku.

## Historia
Początki
Muller z wykształcenia jest inżynierem dźwięku. Maichel był muzykiem powiązanym z techno oraz reggae, i tworzył już muzykę elektroniczną w 1986. Para spotkała się w 1989 i rozpoczęła prace nad wspólnym projektem. Ich pierwsze działania koncentrowały się na muzyce zbliżonej do techno z elementami hip hop; w rezultacie materiał został wydany w Tunnel Records.
Trance
Na początku lat 90. pierwszy raz zaprezentowali swoje osiągnięcia na scenie trance w Hamburgu oraz zdecydowali, że właśnie w tym kierunku będą rozwijali swoje kolejne projekty. Od tego czasu przedstawili dużą liczbę utworów wydanych w ramach projektów takich jak Children of Paradise i The Pollinator. Wcześniejsze albumy X-Dream takie jak Trip To Trancesylvania oraz We Created Our Own Happiness są dużo bardziej skupione wokół oryginalnej formy psychedelic trance, choć w dalszym ciągu wyposażone w tripujące, charakterystyczne dźwięki dla wczesnych utworów formacji. 
W październiku 1996 X-Dream nawiązało współpracę z wytwórnią Blue Room Released. Podczas pracy z Blue Room, wydali słynny singiel "The Frog" (zawierający autentyczne odgłosy żab z Meksyku). W 1997 ich singiel "As A Child I Could Walk On The Ceiling" (wydany przez The Delta) stał się utworem powszechnie granym przez transowych DJ takich jak Mark Allen. Na swoim koncie mają również remiksy utworów takich artystów jak Koxbox oraz Saafi Brothers.
Radio
W 1998 ukazał się ich najbardziej znany album Radio i dwa nowe single, "Brain Forest" i "Radiohead". Zamiast skomplikowanych melodii znanych z ubiegłych Goa trance ukazało się Radio album nacechowany bardziej muzyką industrialną, mroczniejszą, której towarzyszyły odczucia wyłapania melodii dopiero po kilku przesłuchaniach. Recenzja ich albumu napisana przez ElectronicMusic.com opisywała ich utwór "Electromagnetic" jako w pewnym sensie cybernetyczną i podniecającą sekwencję. Linie basu w wielu utworach były mocniejsze, co nadawało muzyce taneczny charakter.
Radio stanowiło znaczące odejście od ich wcześniejszej pracy, ze względu na więcej minimalistycznych brzmień. X-Dream wrócił do swojego poprzedniego stylu wydając dwa kolejne albumy Urban Alien (as Children of Paradise) i Panic in Paradise. Są to ich ostatnie nie-minimalistyczne produkcje. W 2002 roku przy współpracy wytwórni Global Trance Network wydali krążek Irritant, będący ich pierwszym całkowicie minimalistycznym albumem, który został wyprzedany w ciągu kilku dni od jego pojawienia się na sklepowych półkach. 
Ostatni album
Ostatni album X-Dream  We Interface, dodatkowo wzbogacony został o wokal piosenkarki z Tennessee,  Ariel (żony Jan`a). Teksty użyte w albumie są jej twórczością. Spisane długo przed powstaniem albumu dopełniają jego industrialną formę oraz ukierunkowanie w stronę technologii oraz cyberprzestrzeni. 

## Dyskografia

### Single
- Children Of The Last Generation (Tunnel Records 1993)
- The Frog (Blue Room Released 1996)
- Radiohead (Blue Room Released 1998)

### Albumy
- Trip To Trancesylvania (Tunnel Records 1993)
- We Created Our Own Happiness (Tunnel Records 1995)
- Radio (Blue Room Released 1998)
- Irritant (Global Trance Network 2002)
- We Interface (Solstice Music International 2004)

### Inne
- Trip To Trancesylvania - In The Mix (Tunnel Records 1997)
- Panic in Paradise (Tunnel Records 2000)
- The Best 1991-2001 (Solstice Music International 2006)
- We Interface - The Mixes (Solstice Music International 2007)

### As Children of Paradise
- Alien Nation EP (Blue Room Released 1997)
- Urban Alien (Nova Tekk Records 1999)
- Alien Nation part 3 EP (M.A.S.H Records 2000)